# Nededza
Nededza (en hongrois : Vágnedec) est une commune de la région de Žilina, en Slovaquie.

## Histoire
La première mention écrite du village date de 1384.

## Démographie

### Évolution de la population
| Année:               | 1994. | 2004.   | 2014.   | 2024.   |
| -------------------- | ----- | ------- | ------- | ------- |
| Nombre de personnes: | 849   | 929     | 1016    | 1092    |
| Différence:          |       | +9,42 % | +9,36 % | +7,48 % |

| Année:               | 2023. | 2024.   |
| -------------------- | ----- | ------- |
| Nombre de personnes: | 1075  | 1092    |
| Différence:          |       | +1,58 % |